# Painlevé-eigenschap
De Painlevé-eigenschap is genoemd naar de Franse wiskundige en latere premier van Frankrijk Paul Painlevé. Hij onderzocht rond 1900 niet-lineaire differentiaalvergelijkingen in het complexe vlak, met de eigenschap dat hun singulariteiten, met uitzondering van de  polen, niet afhangen van de integratieconstanten die door de beginvoorwaarden worden vastgelegd en alleen afhangen van de vergelijking zelf. 
Een singulariteit waarvan de waarde afhangt van de integratieconstanten noemt men een beweegbare singulariteit. Een differentiaalvergelijking is dus van het Painlevé-type wanneer de oplossing geen beweegbare singulariteiten bezit buiten de polen. 
Painlevé onderzocht differentiaalvergelijkingen van de tweede orde. Voor vergelijkingen van de eerste orde had Immanuel Lazarus Fuchs (1833-1902) in 1884 aangetoond dat de enige vergelijkingen zonder beweegbare singulariteiten, Riccativergelijkingen zijn van de vorm:
{\displaystyle {\frac {\mathrm {d} y}{\mathrm {d} t}}=P(t)+Q(t)y+R(t)y^{2}}
waarin {\displaystyle P,\ Q} en {\displaystyle R} continue functies zijn.
Painlevé en zijn medewerkers vonden dat er 50 kanonieke vergelijkingen van de tweede orde zijn van de vorm
{\displaystyle {\frac {\mathrm {d} ^{2}y}{\mathrm {d} t^{2}}}=F\left({\frac {\mathrm {d} y}{\mathrm {d} t}},y,t\right)}
met {\displaystyle F} analytisch in {\displaystyle t}, algebraïsch in {\displaystyle y} en rationaal in {\displaystyle \mathrm {d} y/\mathrm {d} t}
die de Painlevé-eigenschap bezitten. Daarvan konden er 44 opgelost worden in termen van reeds bekende functies, of herleid tot een van zes "nieuwe" niet-lineaire differentiaalvergelijkingen die men de Painlevé-vergelijkingen is gaan noemen. Deze hebben in het algemene geval transcendente oplossingen die men de Painlevé-transcendenten noemt.
Voor hogere-orde-differentiaalvergelijkingen is er nog geen volledige classificatie van vergelijkingen van het Painlevé-type gekend.

## De Painlevé-vergelijkingen
[Painlevé I]:
{\displaystyle {\frac {\mathrm {d} ^{2}y}{\mathrm {d} t^{2}}}=6y^{2}+t}
[Painlevé II]:
{\displaystyle {\frac {\mathrm {d} ^{2}y}{\mathrm {d} t^{2}}}=2y^{3}+ty+\alpha }
[Painlevé III]:
{\displaystyle ty{\frac {\mathrm {d} ^{2}y}{\mathrm {d} t^{2}}}=t\left({\frac {\mathrm {d} y}{\mathrm {d} t}}\right)^{2}-y{\frac {\mathrm {d} y}{\mathrm {d} t}}+\delta t+\beta y+\alpha y^{3}+\gamma ty^{4}}
[Painlevé IV]:
{\displaystyle y{\frac {\mathrm {d} ^{2}y}{\mathrm {d} t^{2}}}={\frac {1}{2}}\left({\frac {\mathrm {d} y}{\mathrm {d} t}}\right)^{2}+\beta +2(t^{2}-\alpha )y^{2}+4ty^{3}+{\tfrac {3}{2}}y^{4}}
[Painlevé V]:
{\displaystyle {\begin{aligned}{\frac {\mathrm {d} ^{2}y}{\mathrm {d} t^{2}}}&=\left({\frac {1}{2y}}+{\frac {1}{y-1}}\right)\left({\frac {\mathrm {d} y}{\mathrm {d} t}}\right)^{2}-{\frac {1}{t}}{\frac {\mathrm {d} y}{\mathrm {d} t}}\\&\quad +{\frac {(y-1)^{2}}{t^{2}}}\left(\alpha y+{\frac {\beta }{y}}\right)+\gamma {\frac {y}{t}}+\delta {\frac {y(y+1)}{y-1}}\\\end{aligned}}}
[Painlevé VI]:
{\displaystyle {\begin{aligned}{\frac {\mathrm {d} ^{2}y}{\mathrm {d} t^{2}}}&={\frac {1}{2}}\left({\frac {1}{y}}+{\frac {1}{y-1}}+{\frac {1}{y-t}}\right)\left({\frac {\mathrm {d} y}{\mathrm {d} t}}\right)^{2}-\left({\frac {1}{t}}+{\frac {1}{t-1}}+{\frac {1}{y-t}}\right){\frac {\mathrm {d} y}{\mathrm {d} t}}\\&\quad +{\frac {y(y-1)(y-t)}{t^{2}(t-1)^{2}}}\left(\alpha +\beta {\frac {t}{y^{2}}}+\gamma {\frac {t-1}{(y-1)^{2}}}+\delta {\frac {t(t-1)}{(y-t)^{2}}}\right)\\\end{aligned}}}
Hierin zijn {\displaystyle \alpha ,\ \beta ,\ \gamma ,\ \delta } (complexe) constanten.

plot van de oplossing van Painlevé II voor α=1 en beginvoorwaarden

Plot van de oplossing van Painlevé III voor α=β=γ=δ=1 en beginvoorwaarden

Deze vergelijkingen hebben verschillende soorten oplossingen naargelang de waarden van de constanten. Voor Painlevé II tot VI zijn voor sommige waarden van de constanten exacte oplossingen bekend onder de vorm van algebraïsche functies, rationale veeltermen of speciale functies; maar in het algemeen zijn het transcendente vergelijkingen. Voorbeeld: Painlevé III heeft als oplossing {\displaystyle y=1+{\frac {1}{t}}} als {\displaystyle \alpha =-1,\ \beta =-3,\ \gamma =1,\ \delta =-1}. Voor andere specifieke waarden van de parameters kan de oplossing geschreven worden in termen van de Besselfuncties van de eerste en tweede soort.
Vele fysische verschijnselen, bijvoorbeeld uit de vloeistofdynamica, niet-lineaire optica, of plasmafysica, geven aanleiding tot vergelijkingen die kunnen herleid worden tot een van de Painlevé-vergelijkingen. Painlevé III duikt onder meer op in de algemene relativiteitstheorie, het Ising-model en de studie van tweedimensionale polymeren.